# Gerard Granollers Pujol
Gerard Granollers Pujol (Barcellona, 30 gennaio 1989) è un tennista e allenatore di tennis spagnolo.

## Biografia
Specialista del doppio, ha vinto 14 titoli nell'ATP Challenger Tour e 47 nel circuito ITF e nel dicembre 2013 ha raggiunto la 92ª posizione nel ranking ATP. Ha vinto buona parte dei titoli Challenger in coppia con il fratello Marcel Granollers. In singolare ha vinto 21 tornei, tutti nel circuito ITF, e nell'agosto 2013 ha raggiunto la 217ª posizione nel ranking ATP.
Ha fatto la sua ultima apparizione nei circuiti professionistici nel gennaio 2021 vincendo il torneo di doppio all'ITF M15 del Cairo. Alla fine della stagione 2021 è diventato il coach di Pedro Martínez, assieme al quale aveva vinto diversi tornei di doppio.

## Statistiche

### Tornei minori

#### Singolare

##### Vittorie (16)
| Legenda        |
| Challenger (0) |
| ITF (16)       |

| N.  | Data              | Torneo                          | Superficie  | Sfidante in finale      | Punteggio           |
| 1.  | 13 marzo 2011     | Portugal F2 2011, Loulé         | Cemento     | Kamil Čapkovič          | 6-3, 6-3            |
| 2.  | 20 marzo 2011     | Portugal F3 2011, Albufeira     | Cemento     | Adam Chadaj             | 7–6(3), 4-6, 7-5    |
| 3.  | 12 giugno 2011    | Romania F3                      | Terra rossa | Petru-Alexandru Luncanu | 6-4, 6-4            |
| 4.  | 4 settembre 2011  | Spain F31                       | Terra rossa | Alexander Flock         | 7–6(5), 4-6, 7–6(1) |
| 5.  | 16 ottobre 2011   | Spain F37                       | Terra rossa | Marc Fornell-Mestres    | 6-2, 6-4            |
| 6.  | 30 settembre 2012 | Spain F30                       | Terra rossa | Jason Kubler            | 6-0, 4-6, 6-1       |
| 7.  | 24 marzo 2013     | Turkey F11                      | Cemento     | Jules Marie             | 6-2, 6-0            |
| 8.  | 30 giugno 2013    | Spain F19                       | Cemento     | Roberto Carballés Baena | 7–6(5), 4-6, 6-3    |
| 9.  | 29 settembre 2013 | Spain F32                       | Terra rossa | Jean-Marc Werner        | 6-1, 4-6, 6-1       |
| 10. | 9 novembre 2014   | Morocco F4                      | Terra rossa | Matwé Middelkoop        | 6-4, 6-2            |
| 11. | 10 maggio 2015    | Spain F12, Lleida               | Terra rossa | Alvaro Lopez San Martin | 1-6, 7–6(5), 6-4    |
| 12. | 31 maggio 2015    | Spain F15, Margaroda De Montbui | Terra rossa | Yasutaka Uchiyama       | 6(1)–7, 7–6(4), 6-3 |
| 13. | 2 agosto 2015     | Estonia F1, Pärnu               | Terra rossa | Vladimir Ivanov         | 6-2, 6-4            |
| 14. | 16 agosto 2015    | Romania F12, Iași               | Terra rossa | Laurynas Grigelis       | 6-3, 3-6, 7-6       |
| 15. | 31 gennaio 2016   | Spain F1, Castelldefels         | Terra rossa | Steven Diez             | 6-3, 6-1            |
| 16. | 9 aprile 2017     | Portugal F5, Quints Da Marinha  | Terra rossa | Makoto Ochi             | 6-1, 6-3            |

##### Finali perse (21)
| Legenda        |
| Challenger (0) |
| ITF (21)       |

| N.  | Data            | Torneo                  | Superficie  | Sfidante in finale      | Punteggio     |
| 1.  | 3 agosto 2008   | Spain F29               | Terra rossa | Roberto Bautista Agut   | 4-6, 4-6      |
| 2.  | 12 luglio 2019  | Romania F9              | Terra rossa | Victor Ioniță           | 6-4, 2-6, 1-6 |
| 3.  | 2 agosto 2019   | Spain F25               | Terra rossa | Pedro Sousa             | 0-6, 2-6      |
| 4.  | 4 aprile 2010   | Turkey F5               | Terra rossa | Gianni Mina             | 3-6, 1-6      |
| 5.  | 20 giugno 2010  | Morocco F3              | Terra rossa | Augustin Gensse         | 3-6, 4-6      |
| 6.  | 27 giugno 2010  | Morocco F4              | Terra rossa | Florian Reynet          | 6-1, 2-6, 2-6 |
| 7.  | 24 ottobre 2010 | Egypt F4                | Terra rossa | Alexander Lobkov        | 4-6, 2-6      |
| 8.  | 29 maggio 2011  | Spain F17               | Terra rossa | Guillermo Olaso         | 7-5, 0-6, 2-6 |
| 9.  | 19 giugno 2011  | Italy F14               | Terra rossa | Philipp Oswald          | 4-6, 3-6      |
| 10. | 17 giugno 2012  | Spain F16               | Terra rossa | Jose Checa-Calvo        | 4-6, 3-6      |
| 11. | 7 ottobre 2012  | Spain F32               | Terra rossa | Roberto Carballés Baena | 4-6, 1-6      |
| 12. | 3 febbraio 2013 | Turkey F4               | Cemento     | Liang-Chi Huang         | 6-2, 4-6, 3-6 |
| 13. | 7 aprile 2013   | Spain F9                | Sintetico   | Roberto Ortega-Olmedo   | 0-6, 7-5, 3-6 |
| 14. | 26 maggio 2013  | Spain F11               | Terra rossa | Jose Checa-Calvo        | 6-3, 4-6, 0-6 |
| 15. | 2 giugno 2013   | Romania F3              | Terra rossa | Jose Checa-Calvo        | 4-6, 3-6      |
| 16. | 6 ottobre 2013  | Hungary F1              | Terra rossa | Niels Desein            | 7-5, 3-6, 2-6 |
| 17. | 12 marzo 2014   | Croatia F4              | Terra rossa | Duje Kekez              | 1-6, 1-6      |
| 18. | 8 febbraio 2015 | Tunisia F4, El Kantaoui | Terra rossa | Peter Heller            | 5-7, 6(6)–7   |
| 19. | 4 ottobre 2015  | Spain F11, Sabadell     | Terra rossa | Marc Giner              | 3-6, 6-1, 6-3 |
| 20. | 6 marzo 2016    | Spain F6, Tarragona     | Terra rossa | Steven Diez             | 7-5, 1-6, 0-6 |
| 21. | 7 maggio 2017   | Spain F12, Lleida       | Terra rossa | Pedro Martínez          | 3-6, 7-5, 4-6 |

#### Doppio

##### Vittorie (61)
| Legenda doppio  |
| Challenger (14) |
| ITF (47)        |

| N.  | Data              | Torneo                                                  | Superficie     | Compagno                     | Avversari in finale                              | Punteggio              |
| 1.  | 19 agosto 2007    | Spain F31, Irun                                         | Terra rossa    | David Diaz-Ventura           | Agustín Boje Ordóñez Pablo Martín Adalia         | 6-3, 1-6, 6-2          |
| 2.  | 3 agosto 2008     | Spain F29, Xàtiva                                       | Terra rossa    | Ignacio Coll-Riudavets       | Stephan Fransen Romano Frantzen                  | 7–6(5), 0-6, [10-5]    |
| 3.  | 17 agosto 2008    | Spain F31, Irun                                         | Terra rossa    | Íñigo Cervantes              | Thomas Cazes-Carrere Romain Jouan                | 6(5)–7, 7–6(5), [10-6] |
| 4.  | 19 ottobre 2008   | Spain F39, Sabadell                                     | Terra rossa    | Íñigo Cervantes              | David Ollivier Baquero Carlos Rexach Itoiz       | 7-5, 3-6, [10-7]       |
| 5.  | 9 novembre 2008   | Spain F42, Las Palmas                                   | Cemento        | Andoni Vivanco Guzmán        | Agustín Boje Ordóñez Ignacio Coll Riudavets      | 6-3, 6-3               |
| 6.  | 25 gennaio 2009   | Spain F1, Ciutadella de Menorca                         | Terra rossa    | Íñigo Cervantes              | Dustin Brown Peter Steinberger                   | 6-3, 7-5               |
| 7.  | 29 marzo 2009     | Spain F10, Barcellona                                   | Terra rossa    | Marc Fornell Mestres         | Stefano Ianni Mattia Livraghi                    | 6-4, 3-6, [10-5]       |
| 8.  | 29 marzo 2009     | Spain F11, Saragozza                                    | Terra rossa    | Ignacio Coll Riudavets       | Agustín Boje Ordóñez Andoni Vivanco Guzmán       | 7–6(1), 6-4            |
| 9.  | 3 maggio 2009     | Spain F14, Vigo                                         | Terra rossa    | José Antonio Sánchez De Luna | Pedro Clar Rosselló Jordi Marsé Vidri            | 7–6(7), 6-0            |
| 10. | 9 maggio 2009     | Spain F15, Balaguer                                     | Terra rossa    | osé Antonio Sánchez De Luna  | Marc Fornell Mestres Jordi Marsé Vidri           | 5-7, 7–6(0), [10-5]    |
| 11. | 31 maggio 2009    | Spain F18, Telde                                        | Terra rossa    | Marc Fornell Mestres         | Sergio Gutiérrez Ferrol Rafael Mazón Hernández   | 6-3, 6-4               |
| 12. | 14 giugno 2009    | Spain F20, Las Palmas                                   | Cemento        | Adrián Menéndez Maceiras     | Javier Martí Andoni Vivanco Guzmán               | 6-4, 6-2               |
| 13. | 23 agosto 2009    | Spain F29, Santander                                    | Terra rossa    | Carlos Calderón Rodríguez    | Rafael Mazón Hernández Santos Sánchez Patino     | 6-1, 6-1               |
| 14. | 6 settembre 2009  | Romania F15, Brașov                                     | Terra rossa    | Carlos Calderón Rodríguez    | Marius Copil Vasek Pospisil                      | 7-5, 6(2)–7, [12-10]   |
| 15. | 4 settembre 2009  | Bulgaria F7, Dobrič                                     | Terra rossa    | Carlos Calderón Rodríguez    | Dimitǎr Kuzmanov Cvetan Mihov                    | 6(1)–7, 6-3, [10-3]    |
| 16. | 8 novembre 2009   | Spain F37, Vilafranca                                   | Terra rossa    | Ignacio Coll Riudavets       | Jordi Marsé Vidri Allen Perel                    | 5-7, 6-0, [10-6]       |
| 17. | 6 dicembre 2009   | Yugra Cup, Chanty-Mansijsk                              | Cemento        | Marcel Granollers            | Evgenij Kirillov Andrej Kuznecov                 | 6-3, 6-2               |
| 18. | 7 febbraio 2010   | Egypt F1, Giza                                          | Terra rossa    | Denis Gremelmayr             | Karim Maamoun Sherif Sabry                       | 6-4, 7-5               |
| 19. | 21 febbraio 2010  | Egypt F3, Giza                                          | Cemento        | Guillermo Alcaide            | Karim Maamoun Sherif Sabry                       | 3-6, 6-3, [11-9]       |
| 20. | 14 marzo 2010     | Spain F8, Sabadell                                      | Terra rossa    | Ignacio Coll Riudavets       | Bart Govaerts Jordi Samper Montana               | 7-5, 6-3               |
| 21. | 28 marzo 2010     | Spain F9, Badalona                                      | Terra rossa    | Ignacio Coll Riudavets       | Ivan Nedel'ko Roberto Rodríguez Alonso           | 6-4, 6-2               |
| 22. | 4 aprile 2010     | Turkey F5, Adalia                                       | Terra rossa    | Ignacio Coll Riudavets       | Ivan Bjelica Miljan Zekić                        | 6-2, 5-7, [10-7]       |
| 23. | 23 maggio 2010    | Great Britain F7, Newcastle                             | Terra rossa    | Ignacio Coll Riudavets       | Maniel Bains Marcus Willis                       | 6-1, 6-4               |
| 24. | 11 luglio 2010    | Open Diputación Ciudad de Pozoblanco, Pozoblanco        | Cemento        | Marcel Granollers            | Brian Battistone Filip Prpic                     | 6-4, 4-6, [10-4]       |
| 25. | 26 settembre 2010 | Morocco F7, Tangeri                                     | Terra rossa    | Carlos Poch Gradin           | Philipp Oswald Tim van Terheijden                | 6-2, 6-3               |
| 26. | 29 maggio 2011    | Spain F17                                               | Terra rossa    | Carlos Calderon-Rodriguez    | Ivan Arenas-Gualda Antonio Garcia Sanchez        | 6-3, 6-3               |
| 27. | 30 ottobre 2011   | Spain F39                                               | Terra rossa    | Roberto Carballés Baena      | Miguel Angel Lopez Jaen Gabriel Trujillo Soler   | 3-6, 6-3, [11-9]       |
| 28. | 29 gennaio 2012   | Egypt F1                                                | Terra rossa    | Jordi Samper-Montana         | Omar Hedayet Karim-Mohamed Maamoun               | 2-6, 7–6(3), [10-6]    |
| 29. | 5 febbraio 2012   | Egypt F2                                                | Terra rossa    | Jordi Samper-Montana         | Marc Abdelnour Issam Haitham Taweel              | 6-4, 6-2               |
| 30. | 30 settembre 2012 | Spain F30                                               | Terra rossa    | Jordi Samper-Montana         | Jordi Marse-Vidri Carlos Poch-Gradin             | 6-4, 6-0               |
| 31. | 27 gennaio 2013   | Turkey F3                                               | Cemento        | Pablo Carreño Busta          | Vitaliy Kachanovskiy Andrei Levine               | 7–6(4), 6-4            |
| 32. | 3 marzo 2013      | Spain F4                                                | Cemento        | Jordi Samper-Montana         | Miguel Angel Lopez Jaen Jordi Marse-Vidri        | 6-2, 6-2               |
| 33. | 10 marzo 2013     | Spain F5                                                | Terra rossa    | Jordi Samper-Montana         | Jordi Munoz-Abreu Andoni Vivanco-Guzman          | 6(5)–7, 7–6(3), [10-4] |
| 34. | 24 marzo 2013     | Turkey F11                                              | Cemento        | Guillermo Olaso              | Patrik Brydolf Michael Linzer                    | 6-4, 6-1               |
| 35. | 22 settembre 2013 | Morocco Tennis Tour - Kenitra, Kenitra                  | Terra rossa    | Jordi Samper-Montana         | Tarō Daniel Alexander Rumyantsev                 | 6-4, 6-4               |
| 36. | 23 marzo 2014     | Croatia F4                                              | Terra rossa    | Oriol Roca Batalla           | Tihomir Grozdanov Duje Kekez                     | 6-4, 6-1               |
| 37. | 8 giugno 2014     | Franken Challenge, Fürth                                | Terra rossa    | Jordi Samper-Montana         | Adrián Menéndez Maceiras Rubén Ramírez Hidalgo   | 7–6(1), 6-2            |
| 38. | 5 ottobre 2014    | Spain F29                                               | Terra rossa    | Eduard Esteve Lobato         | Juan Lizariturry Oriol Roca Batalla              | 4-6, 6-3, [10-6]       |
| 39. | 26 ottobre 2014   | Spain F32                                               | Terra rossa    | Oriol Roca Batalla           | David Perez San Ricardo Villacorta-Alonso        | 7–6(4), 6-0            |
| 40. | 7 maggio 2015     | Spain F13, Sant Cugat del Vallès                        | Terra rossa    | Oriol Roca Batalla           | Sergio Martos Gornes Pol Toledo Bague            | 7-5, 6-2               |
| 41. | 21 giugno 2015    | Italy F14, Napoli                                       | Terra rossa    | Mark Vervoort                | Filippo Baldi Eduard Esteve Lobato               | 6-4, 7-5               |
| 42. | 13 settembre 2015 | Spain F28, Oviedo                                       | Terra rossa    | Mark Vervoort                | Xavier Pujo Adrien Puget                         | 7-5, 6-4               |
| 43. | 19 settembre 2015 | Morocco Tennis Tour - Kenitra, Kenitra                  | Terra rossa    | Oriol Roca Batalla           | Kevin Krawietz Maximilian Marterer               | 3-6, 7–6(4), [10-8]    |
| 44. | 31 ottobre 2015   | Pune Challenger, Pune                                   | Cemento        | Adrián Menéndez Maceiras     | Maximilian Neuchrist Divij Sharan                | 1-6, 6-3, [10-6]       |
| 45. | 29 novembre 2015  | Morocco F6, Rabat                                       | Terra rossa    | Adrián Menéndez Maceiras     | Karim Hossam Tommaso Lago                        | 6-4, 6-4               |
| 46. | 25 settembre 2016 | Spain F31, Siviglia                                     | Terra rossa    | David Vega Hernández         | Eduard Esteve Lobato Sergio Martos Gornes        | 6-2, 7-5               |
| 47. | 16 ottobre 2016   | Spain F33, Madrid                                       | Cemento        | Carlos Gomez-Herrera         | Carlos Boluda-Purkiss Miguel Semmler             | 6-1, 5-3, rit.         |
| 48. | 5 febbraio 2017   | Spain F3, Paguera                                       | Terra rossa    | Pedro Martínez               | Filippo Leonardi Stefano Travaglia               | 6-1, 6-3               |
| 49. | 12 febbraio 2017  | Spain F4, Paguera                                       | Terra rossa    | Pedro Martínez               | Sergio Martos Gornes Cristobal Saavedra-Corvalan | 6-3, 6-4               |
| 50. | 19 marzo 2017     | Spain F7, Jávea                                         | Terra rossa    | Pedro Martínez               | Ivan Gakhov Sergio Martos Gornes                 | 6-2, 6-2               |
| 51. | 7 gennaio 2018    | Bangkok Challenger, Bangkok                             | Cemento        | Marcel Granollers            | Zdeněk Kolář Gonçalo Oliveira                    | 6-3, 7–6(6)            |
| 52. | 4 febbraio 2018   | Burnie International, Burnie                            | Cemento        | Marcel Granollers            | Evan King Max Schnur                             | 7–6(6), 6-2            |
| 53. | 6 maggio 2018     | Murray Trophy - Glasgow, Glasgow                        | Cemento indoor | Guillermo Olaso              | Scott Clayton Jonny O'Mara                       | 7–6(6), 6-2            |
| 54. | 29 luglio 2018    | Levene Gouldin & Thompson Tennis Challenger, Binghamton | Cemento        | Marcel Granollers            | Alejandro Gomez Caio Silva                       | 7–6(2), 6-4            |
| 55. | 11 agosto 2018    | Tilia Slovenia Open, Portorose                          | Cemento        | Marcel Granollers            | Nikola Ćaćić Lucas Miedler                       | 7-5, 6-3               |
| 56. | 8 settembre 2018  | Copa Sevilla, Siviglia                                  | Terra gialla   | Pedro Martínez               | Daniel Gimeno Traver Ricardo Ojeda Lara          | 6-0, 6-2               |
| 57. | 12 maggio 2019    | Braga Open, Braga                                       | Terra rossa    | Fabricio Neis                | Kimmer Coppejans Zdeněk Kolář                    | 6-4, 6-3               |
| 58. | 15 settembre 2019 | Copa Sevilla, Siviglia                                  | Terra gialla   | Pedro Martínez               | Kimmer Coppejans Sergio Martos Gornes            | 7-5, 6-4               |
| 59. | 1º novembre 2020  | Marbella Tennis Open, Marbella                          | Terra rossa    | Pedro Martínez               | Luis David Martínez Fernando Romboli             | 6-3, 6-4               |
| 60. | 13 dicembre 2020  | M15 Torello, Torelló                                    | Cemento        | Oriol Roca Batalla           | Arthur Cazaux Leandro Riedi                      | 7–6(7), 3-6, [11-9]    |
| 61. | 24 gennaio 2021   | M15 Cairo, Il Cairo                                     | Terra rossa    | Pol Toledo Bague             | Ivan Gakhov Lukas Krainer                        | 5-7, 6-3, [10-3]       |

##### Finali perse (30)
| Legenda doppio  |
| Challenger (13) |
| ITF (17)        |

| N.  | Data              | Torneo                                       | Superficie   | Compagno                  | Avversari in finale                            | Punteggio            |
| 1.  | 29 aprile 2007    | Spain F15                                    | Terra rossa  | Julián Alonso             | David Marrero Pablo Santos                     | 4-6, 4-6             |
| 2.  | 27 aprile 2008    | Spain F16                                    | Terra rossa  | Ignacio Coll-Riudavets    | David Canudas-Fernandez Pedro Clar-Rossello    | 3-6, 6-4, [8-10]     |
| 3.  | 29 giugno 2008    | Spain F24                                    | Cemento      | Ignacio Coll-Riudavets    | Agustin Boje-Ordonez Pablo Martin-Adalia       | 4-6, 3-6             |
| 4.  | 20 luglio 2008    | Spain F27                                    | Cemento      | Íñigo Cervantes           | Stephan Fransen Romano Frantzen                | 6(2)–7, 3-6          |
| 5.  | 26 luglio 2009    | Spain F24                                    | Terra rossa  | Jordi Samper-Montana      | Carlos Calderon-Rodriguez Jose Checa-Calvo     | 6(5)–7, 3-6          |
| 6.  | 14 febbraio 2010  | Egypt F2                                     | Terra rossa  | Matteo Marrai             | Karim Maamoun Sherif Sabry                     | 7-5, 4-6, [8-10]     |
| 7.  | 30 maggio 2010    | Spain F17                                    | Terra rossa  | Juan Lizariturry          | David Canudas-Fernandez Marc Fornell-Mestres   | 3-6, 6(2)–7          |
| 8.  | 27 giugno 2010    | Morocco F4                                   | Terra rossa  | Jordi Samper-Montana      | Carlos Boluda-Purkiss Pedro Rico               | 3-6, 4-6             |
| 9.  | 19 settembre 2010 | Internazionali di Tennis Città di Todi, Todi | Terra rossa  | Marcel Granollers         | Flavio Cipolla Alessio Di Mauro                | 1-6, 4-6             |
| 10. | 19 settembre 2010 | Open Tarragona Costa Daurada, Tarragona      | Terra rossa  | Pablo Andújar             | Guillermo Olaso Pere Riba                      | 6(2)–7, 6-4, [5-10]  |
| 11. | 31 ottobre 2010   | Spain F38                                    | Terra rossa  | Carlos Calderon-Rodriguez | Miguel Angel Lopez Jaen Pablo Santos           | 1-6, 3-6             |
| 12. | 23 gennaio 2011   | Spain F2                                     | Terra rossa  | Marc Fornell-Mestres      | Jose Checa-Calvo Carlos Poch-Gradin            | walkover             |
| 13. | 12 giugno 2011    | Romania F3                                   | Terra rossa  | Ignacio Coll-Riudavets    | Teodor-Dacian Craciun Andrei Daescu            | 6-2, 6-7, [8-10]     |
| 14. | 11 settembre 2011 | Copa Sevilla, Siviglia                       | Terra gialla | Adrián Menéndez Maceiras  | Daniel Muñoz de la Nava Rubén Ramírez Hidalgo  | 4-6, 7–6(4), [11-13] |
| 15. | 9 ottobre 2011    | Spain F36                                    | Cemento      | Ignacio Coll-Riudavets    | Miguel Angel Lopez Jaen Gabriel Trujillo Soler | 4-6, 4-6             |
| 16. | 26 febbraio 2012  | Morocco Tennis Tour - Meknes, Meknès         | Terra rossa  | Iván Navarro              | Adrián Menéndez Maceiras Jaroslav Pospíšil     | 3-6, 6-3, [8-10]     |
| 17. | 13 maggio 2012    | Athens Challenger, Atene                     | Cemento      | Alexandros Jakupovic      | Andre Begemann Jordan Kerr                     | 2-6, 3-6             |
| 18. | 1º luglio 2012    | Spain F18                                    | Cemento      | Andoni Vivanco-Guzman     | James Cluskey Fabrice Martin                   | 3-6, 4-6             |
| 19. | 7 aprile 2013     | Spain F9                                     | Sintetico    | Eduard Esteve Lobato      | Oriol Roca Batalla Andoni Vivanco-Guzman       | 4-6, 6-3, [8-10]     |
| 20. | 15 settembre 2013 | Morocco Tennis Tour - Meknes, Meknès         | Terra rossa  | Jordi Samper-Montana      | Alessandro Giannessi Gianluca Naso             | 5-7, 6(3)–7          |
| 21. | 20 settembre 2014 | Morocco Tennis Tour - Meknes, Meknès         | Terra rossa  | Jordi Samper-Montana      | Hans Podlipnik-Castillo Stefano Travaglia      | 2-6, 7–6(4), [7-10]  |
| 22. | 20 settembre 2014 | Morocco Tennis Tour - Kenitra, Kenitra       | Terra rossa  | Jordi Samper-Montana      | Dino Marcan Antonio Šančić                     | 1-6, 6(3)–7          |
| 23. | 28 giugno 2015    | Italy F15, Basilicanova                      | Terra rossa  | Mark Vervoort             | Maximilian Marterer Daniel Masur               | 4-6, 6-3, [8-10]     |
| 24. | 30 luglio 2017    | Spain F23, Xàtiva                            | Terra rossa  | Eduard Esteve Lobato      | Marc Fornell-Mestres Sergio Martos Gornes      | 3-6, 2-6             |
| 25. | 15 ottobre 2017   | Spain F33, Riba-roja de Túria                | Terra rossa  | Guillermo Olaso           | Raul Brancaccio Javier Barranco Cosano         | 7-5, 3-6, [7-10]     |
| 26. | 15 luglio 2018    | Winnipeg Challenger, Winnipeg                | Cemento      | Marcel Granollers         | Marc-Andrea Hüsler Sem Verbeek                 | 7–6(5), 3-6, [12-14] |
| 27. | 2 settembre 2018  | Rafa Nadal Open, Manacor                     | Cemento      | Pedro Martínez            | Daniel Gimeno Traver Ricardo Ojeda Lara        | walkover             |
| 28. | 30 settembre 2018 | Tiburon Challenger, Tiburon                  | Cemento      | Pedro Martínez            | Hans Hach Verdugo Luke Saville                 | 3-6, 2-6             |
| 29. | 7 aprile 2019     | JC Ferrero Challenger Open, Alicante         | Terra rossa  | Pedro Martínez            | Thomaz Bellucci Guillermo Durán                | 6-2, 5-7, [5-10]     |
| 30. | 7 aprile 2019     | Firenze Tennis Cup, Firenze                  | Terra rossa  | Pedro Martínez            | Luca Margaroli Adil Shamasdin                  | 5-7, 7–6(6), [12-14] |

### Risultati in progressione
| Sigla | Risultato               |
| ----- | ----------------------- |
| V     | Vincitore               |
| F     | Finalista               |
| SF    | Semifinalista           |
| O     | Oro olimpico            |
| A     | Argento olimpico        |
| SF    | Bronzo olimpico         |
| QF    | Quarti di Finale        |
| 4T    | Quarto turno            |
| 3T    | Terzo turno             |
| 2T    | Secondo turno           |
| 1T    | Primo turno             |
| RR    | Round Robin             |
| LQ    | Turno di qualificazione |
| A     | Assente                 |
| ND    | Non disputato           |

| Legenda superfici    |
| -------------------- |
| Cemento              |
| Terra battuta        |
| Erba                 |
| Superficie variabile |

#### Singolare
| Tornei Grande Slam         |     |     |     |     |     |
| Australian Open, Melbourne | Q1  | A   | Q1  | A   | 0-0 |
| Open di Francia, Parigi    | A   | A   | Q1  | A   | 0-0 |
| Wimbledon, Londra          | A   | A   | Q1  | A   | 0-0 |
| US Open, New York          | A   | Q1  | A   | A   | 0-0 |
| Vittorie-Sconfitte         | 0-0 | 0-0 | 0-0 | 0-0 | 0-0 |

#### Doppio
| Tornei Grande Slam         |     |     |
| Australian Open, Melbourne | 1T  | 0-1 |
| Open di Francia, Parigi    | 1T  | 0-1 |
| Wimbledon, Londra          | 1T  | 0-1 |
| US Open, New York          |     | 0-0 |
| Vittorie-Sconfitte         | 0-3 | 0-3 |